# Wolfen
Wolfen este un oraș din landul Saxonia-Anhalt, Germania. Din iulie 2007 face parte din Bitterfeld-Wolfen.